# Astrid Lindgren
Astrid Lindgren, de soltera Astrid Anna Emilia Ericsson (Vimmerby, 14 de noviembre de 1907-Estocolmo, 28 de enero de 2002), fue una escritora sueca creadora del personaje literario Pippi Calzaslargas.

## Biografía
Nació en la granja Näs, cerca de Vimmerby (Småland), al sur de Suecia, el 14 de noviembre de 1907,segunda hija de Samuel August Ericsson y Hanna, de apellido de soltera Jonsson.Creció junto a dos hermanas y un hermano.
A los dieciséis años (1924) se empleó en un diario local en la ciudad de Vimmerby. Dos años después se quedó embarazada del director del periódico, que era treinta años mayor que ella. Su nombre era Reinhold Blomberg, estaba casado y tenía siete hijos. En esa época en Suecia la infidelidad estaba penalizada por ley. Reinhold quiso divorciarse para casarse con ella, pero ella se negó y se mudó a Estocolmo. Para poder tener el hijo como madre soltera, Astrid tuvo que desplazarse a Copenhague. Allí dio a luz a su hijo a los dieciocho años y lo dejó en acogida a una familia, para poder volver a Estocolmo a trabajar y estudiar, mientras ahorraba para ir a visitarlo. A los tres años, la madre de acogida enfermó. De otra parte, el padre del niño ya había resuelto sus problemas con la justicia. Por lo que Lars, que así se llamaba el niño, pudo ser cuidado por los padres de Astrid en Näs, hasta que ella se estabilizó laboralmente. Desde 1928 trabajó como secretaria en el Real Club del Automóvil (Kungliga Automobil Klubben). En 1931 se casó con Sture Lindgren, jefe de la empresa en la que trabajaba.
En 1934 nació su hija Karin. Mientras ésta crecía, Astrid enviaba textos navideños y otras historias cortas a periódicos locales. A los siete años, Karin sufrió una neumonía y le pidió a su madre que le relatara las historias de Pippi Calzaslargas. "El nombre era muy loco y la historia tomó el mismo camino", diría Astrid luego sobre el nacimiento del conocido personaje.
Pasaron los años y Astrid escribió esas historias para obsequiárselas a Karin el día de su décimo cumpleaños. Ese mismo año (1944) envió el manuscrito a una editorial sueca, que lo rechazó. En septiembre obtuvo un segundo premio, lo que conllevaría la publicación de su primer libro Cartas de Britta Mari. Entusiasmada por el premio, revisó el manuscrito de Pippi y lo presentó al año siguiente a un concurso de la misma editorial. Rabén & Sjögren, hoy la principal editorial de libros infantiles en Suecia, asumió la responsabilidad y publicó Pippi Calzaslargas en 1945. Hoy en día es una escritora traducida a muchos idiomas y está entre las autoras infantiles más leídas del planeta, junto a Enid Blyton, Hans Christian Andersen y los hermanos Grimm.

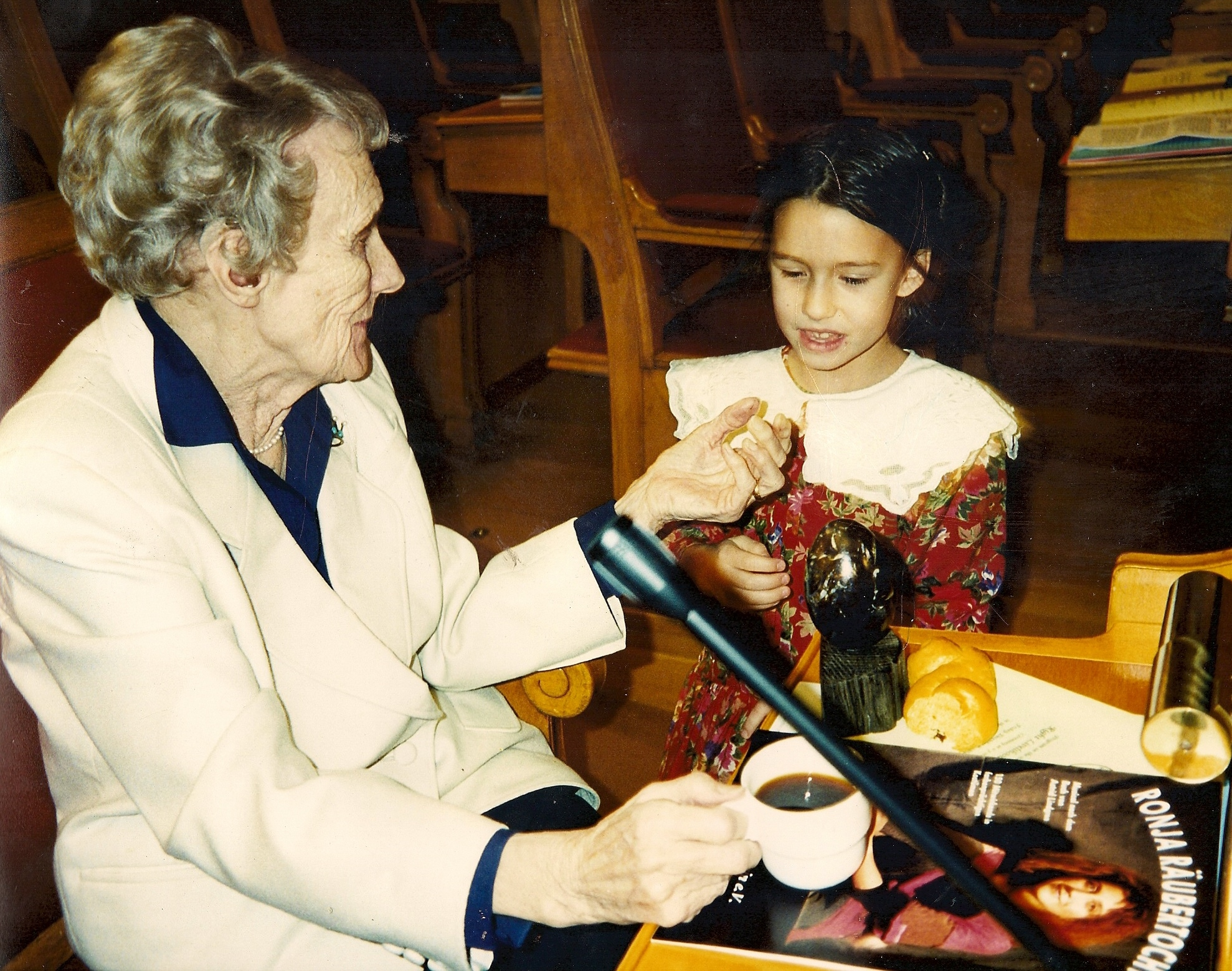
Astrid Lindgren, en 1994, recibió el Premio Right Livelihood. En la mesa el premio y un programa del musical Ronja, la hija del bandolero, compositor Axel Bergstedt, del año 1994.

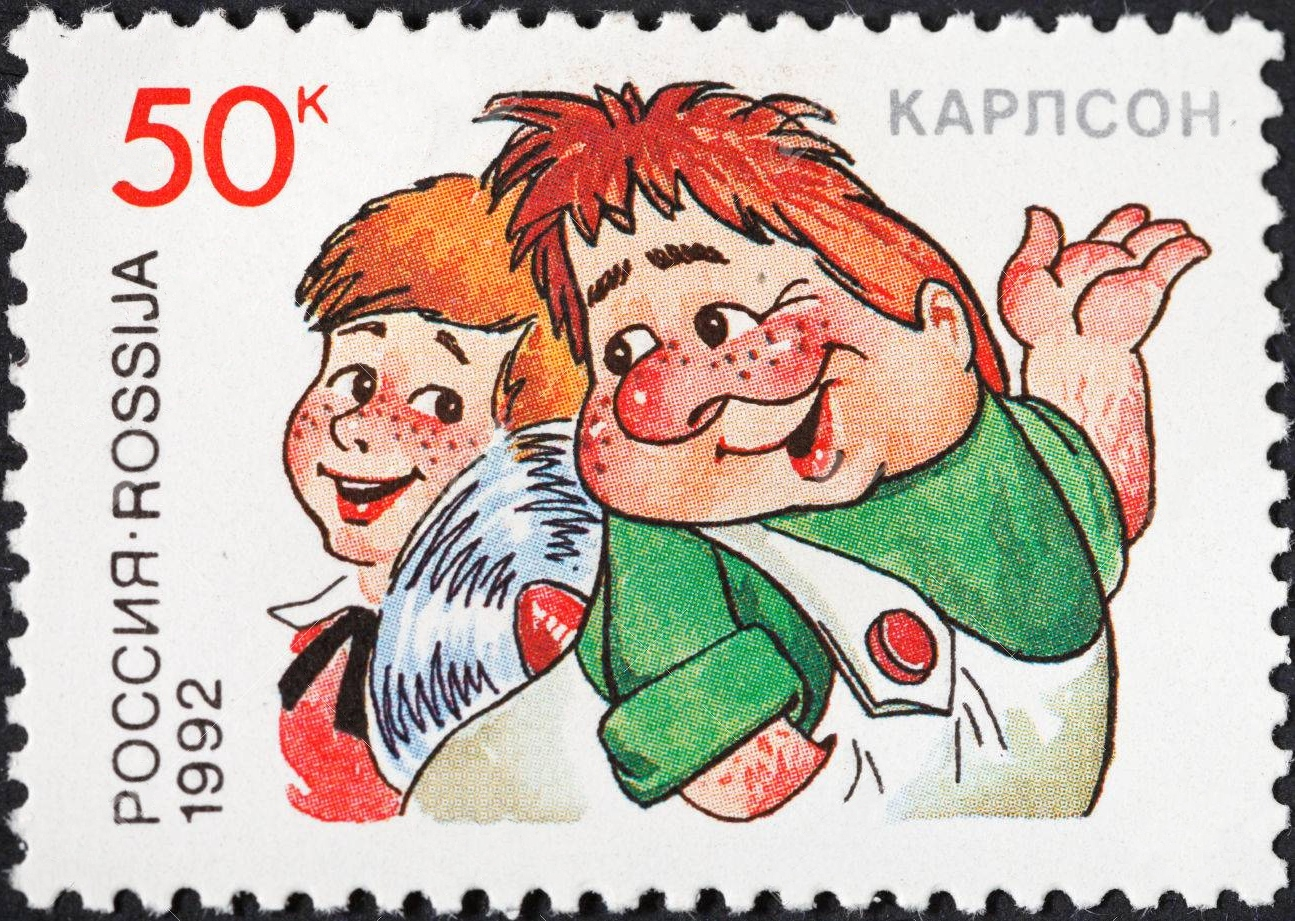
Los personajes de Karlsson y su amigo representados en un sello postal ruso de 1992 como en la recreación de Stepántsev.

En 1958 recibió el Premio Hans Christian Andersen, considerado el Nobel de literatura infantil y juvenil.
En 1994 recibió el Premio Right Livelihood, llamado también Premio Nobel Alternativo, en el parlamento de Suecia.
Murió el 28 de enero de 2002 en Estocolmo.Había vivido en el mismo apartamento donde falleció desde 1941. Falleció a causa de una infección vírica, tras quedarse ciega y casi completamente sorda. Su funeral tuvo lugar en el Storkyrkan de Gamla stan. Asistieron el rey Carlos XVI Gustavo, la reina Silvia y otros miembros de la familia real, y el primer ministro Göran Persson. La ceremonia fue descrita como "lo más parecido a un funeral de Estado".
En 2018, la directora de cine, guionista y actriz danesa Pernille Fischer Christensen realizó el drama biográfico Descubriendo a Astrid interpretado por Alba August.

## Obra
Era una gran defensora de los animales, y de las teorías feministas. Su serie más conocida es probablemente la de Pippi Långstrump (Pippi Calzaslargas o Pippi Medias Largas), sobre la que se rodó una no menos famosa serie de televisión; pero también escribió libros relevantes en torno a personajes, como Lotta, Karlsson på taket (Karlsson en el tejado), Emil, Madicken y Kalle Blomquist. Sus novelas Karlsson på taket (Karlsson bajo techo), desarrolladas en pleno centro de Estocolmo durante los años cincuenta, alcanzaron un éxito particular en Rusia. Sus tres obras más tardías, si bien son consideradas como literatura infantil, contienen reflexiones profundas sobre la relación entre niños y adultos, así como la aceptación de los propios miedos y la muerte: Mio, min Mio (Mio, mi hijo Mio), Bröderna Lejonhjärta (Los Hermanos Corazón de León) y Ronja Rövardotter (Ronja, la hija del bandolero). Estas tres obras fueron filmadas también por cineastas suecos. 

### Obras editadas en español
(Según la Biblioteca Nacional de España, con sede en Madrid).
- Pippi Medias Largas (Pippi Långstrump); Una aventura de Pippi; Pippi en los mares del sur; Pippi se embarca, etc.
- Miguel el travieso; Nuevas aventuras de Miguel; Otra vez Miguel, etc.; en las obras originales, el personaje se llama Emil.
- Cartas de Brita Mari
- El gran detective Blomquist (Mästerdetektiven Blomkvist)
- Nils Karlsson, el enanito (Nils Karlsson-Pyssling flyttar in).
- Los hermanos Corazón de León (Bröderna Lejonhjärta)
- Karlsson del tejado (Karlsson på taket)
- Kati en Italia; Kati en París; Kati en América
- Madita y Lisabet; Mira, Madita: ¡está nevando!

(Madicken en el original.)
- Mi mundo perdido
- Mío, mi pequeño Mío (Mio, min Mio)
- Los niños de Bullerbyn (Alla vi barn i Bullerbyn)
- Rasmus y el vagabundo
- Ronja, la hija del bandolero (Ronja Rövardotter)
- ¡Vaya alboroto!
- El gnomo no duerme
- Historias de navidad

## Traducciones
En 2012, los libros de Lindgren se habían traducido a 95 idiomas y variantes lingüísticas diferentes. Además, el primer capítulo de Ronja, la hija del bandolero se ha traducido al latín. Hasta 1997 se habían publicado internacionalmente un total de 3.000 ediciones de sus libros, y en todo el mundo sus libros habían vendido un total de 165 millones de ejemplares.

## Premios y reconocimientos
- Dama de la Orden de la Sonrisa (República de Polonia).[23]

## Política

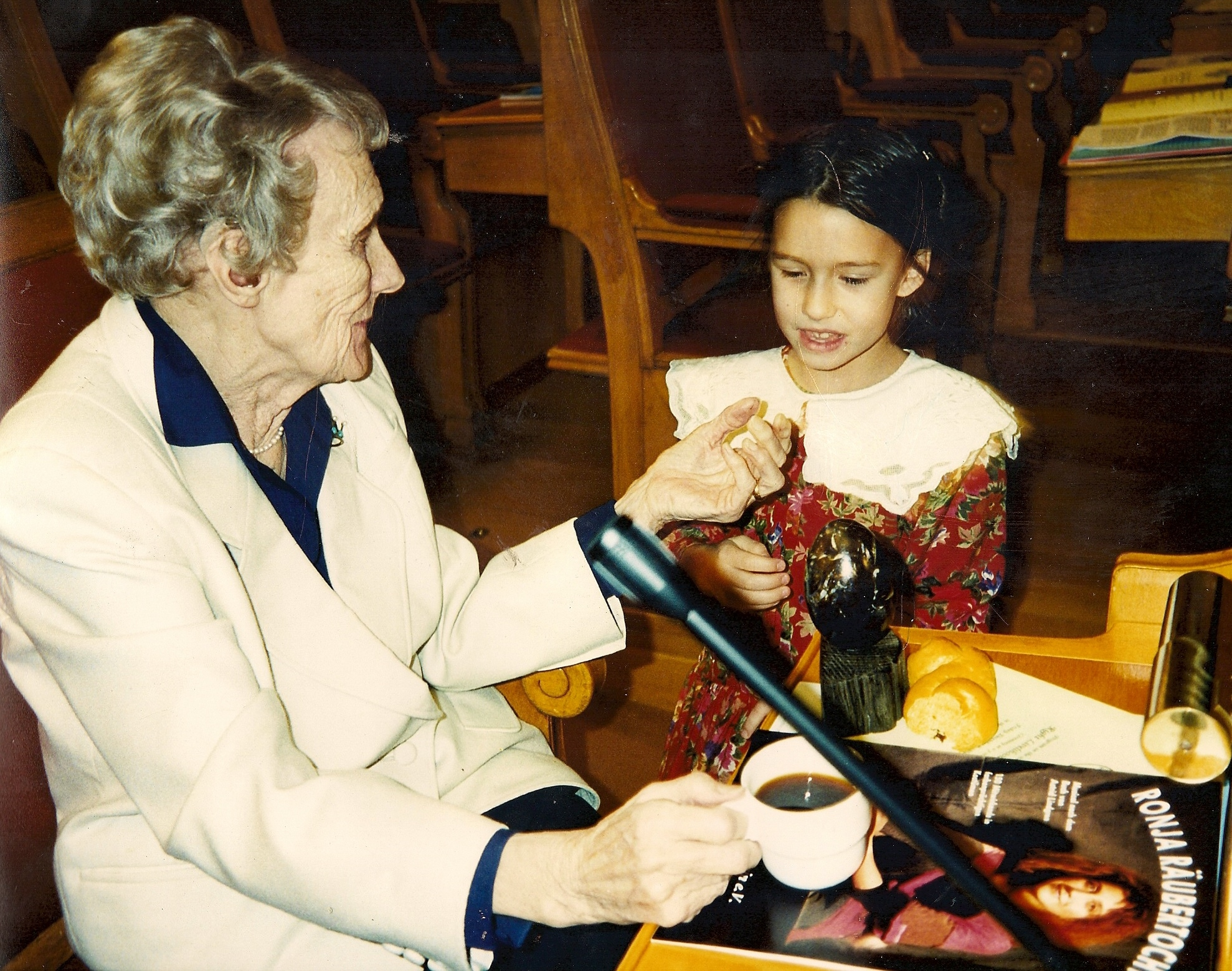
Lindgren recibiendo el Right Livelihood Award en el Parlamento sueco, 1994.

En 1976 se produjo un escándalo en Suecia cuando se hizo público que el tipo impositivo marginal de Lindgren había subido al 102%. Esto se conocería como el "efecto Pomperipossa", por un artículo que publicó en Expressen el 3 de marzo de 1976, titulado Pomperipossa in Monismania, en el que atacaba al Gobierno y su política fiscal. Era una alegoría satírica en respuesta al tipo impositivo marginal que Lindgren había soportado en 1976, que obligaba a los autónomos a pagar tanto el impuesto sobre la renta ordinario como las retenciones patronales. En un tormentoso debate fiscal, Lindgren atrajo las críticas de los socialdemócratas e incluso de sus propios colegas, y respondió planteando la cuestión de la falta de mujeres implicadas en la campaña socialdemócrata. En las elecciones generales de ese año, el gobierno socialdemócrata fue derrotado por primera vez en 44 años, y el debate fiscal de Lindgren fue una de las varias polémicas que pueden haber contribuido al resultado. Otra polémica tuvo que ver con la carta de despedida de Ingmar Bergman de Suecia, tras ser acusado de evasión de impuestos. No obstante, Lindgren siguió siendo socialdemócrata el resto de su vida.
En 1978, cuando recibió el Premio de la Paz del Comercio Librero Alemán, Lindgren pronunció un discurso, titulado ¡Nunca la violencia!. En él se pronunció en contra de los castigos corporales a los niños. Después se unió a científicos, periodistas y políticos para promover una educación no violenta. En 1979 se promulgó en Suecia una ley que prohibía la violencia contra los niños. Hasta entonces no existía una ley de este tipo en ningún lugar del mundo.
De 1985 a 1989, Lindgren escribió artículos sobre la protección de los animales y la producción en masa en las revistas suecas Expressen y Dagens Nyheter junto con la veterinaria Kristina Forslund. Querían lanzar una campaña de concienciación para promover un mejor trato a los animales en las granjas industriales. Con el tiempo, sus actividades desembocaron en una nueva ley que recibió el nombre de Lex Lindgren y fue presentada a Lindgren el día de su 80 cumpleaños. En aquella época era la ley más estricta del mundo en materia de bienestar animal. Sin embargo, Lindgren y Forslund no estaban satisfechos con ella. No se había hecho lo suficiente y sólo se habían introducido cambios menores. Los artículos de Forslund y Lindgren se publicaron más tarde en el libro Min ko vill ha roligt.
Lindgren era conocida tanto por su apoyo a los derechos de los niños y los animales como por su oposición al castigo corporal y a la Unión Europea. En 1994 recibió el Right Livelihood Award, "Por su compromiso con la justicia, la no violencia y la comprensión de las minorías, así como por su amor y cuidado de la naturaleza".
Lindgren también fue miembro de la organización antiimperialista Folket i Bild/Kulturfront, que promueve la libertad de expresión.